# Francesco Musolino

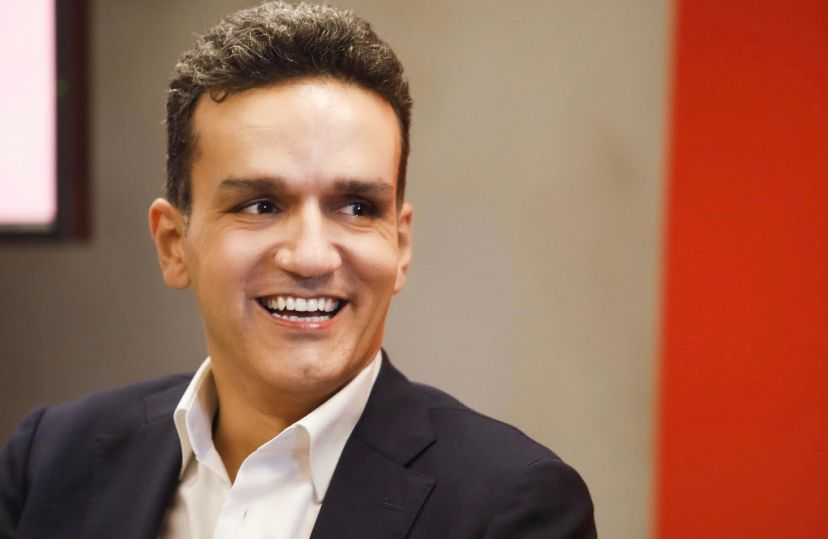
Francesco Musolino

Francesco Musolino (Messina, 5 febbraio 1981) è un giornalista e scrittore italiano.

## Biografia
Nato a Messina nel 1981. Dopo la laurea in Scienze Politiche con indirizzo politico-sociale all’Università degli Studi di Messina, nel 2008 ottiene il tesserino di giornalista e da allora scrive in modo continuativo di cultura, libri e tecnologia su varie testate giornalistiche, tra cui Il Messaggero, Monocle, Il Foglio, L'Espresso, Specchio de La Stampa.
Fonda nel 2014 @Stoleggendo, progetto di lettura no profit per creare su Twitter una rete di librai, editor, giornalisti e autori che parlino di libri e interagiscano con i lettori twittando in tempo reale e senza nessuna limitazione o censura, le loro citazioni preferite. @Stoleggendo nasce con l'intento di essere un fattivo invito alla lettura veicolato dal social network Twitter con la partecipazione attiva e reale dei protagonisti del mondo editoriale.
Esordisce nella narrativa nel 2019 con il romanzo L'attimo prima, pubblicato dalla casa editrice Rizzoli, presentato in anteprima nel cartellone 2019 del festival letterario PordenoneLegge, giunto alla seconda edizione ad un mese dalla pubblicazione, finalista al premio letterario “Raffaele Artese”. Durante l'intervista con Loredana Lipperini nella trasmissione radiofonica Fahrenheit su Rai Radio 3, Musolino ha dichiarato che il suo romanzo, L'attimo prima è stato ispirato da Il Posto di AnnieErnaux.
Pochi mesi dopo, nel novembre 2019, pubblica con la casa editrice Newton Compton editore, un saggio intitolato Le incredibili curiosità della Sicilia, in ristampa a due settimane dall'uscita in libreria. Fa parte del collettivo “Piccoli Maestri”.
Dal 2019 collabora con la Scuola Holden coordinando corsi di scrittura creativa in qualità di docente
Nell’estate del 2020, conduce il format letterario televisivo “Incontri con l’autore – Aspettando Taobuk”, in onda sulle emittenti televisive RTP, GdsTv e TGS. Dieci incontri con dieci protagonisti della scena letteraria – fra cui, Antonella Ferrara (presidente TaoBuk festival), Nuccio Ordine, Cristina Cassar Scalia, Barbara Bellomo, Massimo Maugeri).
Nel 2021 fa parte del Comitato di Selezione della 47ª edizione del Premio Mondello e partecipa al progetto collettivo di narrazione Leggere cambia tutto - Rivista La città dei lettori, a cura di Gabriele Ametrano, pubblicato da Edizioni Clichy e nel 2022, partecipa anche alla seconda antologia di racconti.
Il 22 giugno 2022 pubblica il suo secondo romanzo, Mare mosso (Selezione Premio Scerbanenco 2022), edito da Edizioni e/o, un noir mediterraneo definito da Glenn Cooper «una storia avvincente, raccontata magnificamente. Un capolavoro nella tradizione di John Banville e Ian McEwan». 
Mare mosso viene proposto al Premio Strega 2023 dallo scrittore Luca Ricci.
Nell'ottobre 2022 riceve il premio Etnabook - Festival Internazionale del Libro e della Cultura di Catania.

## Opere

### Romanzi
- L'attimo prima, Rizzoli, Milano 2019, ISBN 9788817140942
- Mare mosso, Edizioni e/o, Roma 2022, ISBN 9788833574851

### Saggi
- Le incredibili curiosità della Sicilia, Newton Compton Editori, Roma 2019, ISBN 9788822733498

### Racconti
- La febbre (pubblicato in 19. I migliori racconti di UnoNove. Diramazioni di cultura contemporanea, Epika Edizioni, Bologna 2012, ISBN 9788896829219)
- Anna e l'utopia del futuro  (pubblicato in Leggere cambia tutto, la rivista de La città dei lettori, a cura di Gabriele Ametrano, Edizioni Clichy, Firenze 2021, ISBN 9788867998319)
- Le cicatrici di Bourdain (pubblicato in Leggere cambia tutto, la rivista de La città dei lettori, a cura di Gabriele Ametrano, Edizioni Clichy, Firenze 2021, ISBN 9788867998319)
- Il canto dell'Horcynus Orca (pubblicato in Leggere cambia tutto, la rivista de La città dei lettori, a cura di Gabriele Ametrano, Edizioni Clichy, Firenze 2022, ISBN 9788867998937

## Contributi
- Filmografia a cura di Francesco Musolino ne Il cielo sopra Taormina. Cento anni di luoghi, storie e personaggi dei film girati a Taormina, La Zattera dell'arte, 2012 ISBN 9788890653001
- Le 5 regole per una buona recensione di Francesco Musolino, p.24 in Bookinfluencer. Chi parla di libri e dove trovarli, La Corte edizioni, 2020 ISBN 9788831209359
- Prefazione, in Luoghi e oltre, La Feluca, 2020 ISBN 9788896358900

## Riferimenti bibliografici
- pp.162-163 e 215, “Stretto di carta. Guida letteraria di una regione di confine” di Dario Tomasello, Il Palindromo, 2021 ISBN 9788898447749